# 먼치킨 (프로게이머)
먼치킨(본명: 변상범, 1998년 3월 27일 ~ )은 대한민국의 발로란트 프로게이머로 아이디는 Munchkin이다. 현재 Gen.G에서 활동하고 있다.
이전에는 오버워치 프로게이머로 활동했다.

## 선수 생활

### 발로란트
2020년 8월, 클라우드 나인 코리아 발로란트 프로게임단에 입단하면서 종목을 발로란트로 변경했다. 이후 팀에서 퇴단했다.
2021시즌을 앞두고 크레이지 라쿤에 입단했다.
2022시즌을 앞두고 크레이지 라쿤과 재계약을 체결했다. 시즌 2를 앞두고 팀에서 퇴단했다.
2022년 5월, T1에 입단했다.
2023시즌을 앞두고 T1과 재계약을 체결했다. 팀이 VCT PAC의 파트너로 선정 및 소속되었다. 2023락인 32강을 기록했다. 2023시즌 3위를 달성했다. 마스터스 10위를 기록했다. 챔피언스 11위를 기록했다. 이후 팀에서 퇴단했다.
2024시즌을 앞두고 Gen.G에 입단했다. 2024 킥오프 우승을 달성했다. 마스터스 마드리드 준우승을 달성했다. 2024시즌 스테이지 1 준우승을 달성했다. 마스터스 상하이 우승을 달성했다. 2024시즌 스테이지 2 우승을 달성했고, 파이널 MVP로 선정됐다. 

## 소속팀
| #  | 팀명                   | 소속 기간               | 소속 리그 | 비고  |
| -- | ---------------------- | ----------------------- | --------- | ----- |
| 1  | 라이노스 게이밍 타이탄 | 2016-17                 |           |       |
| 2  | 루나틱 하이            | 2017                    |           |       |
| 3  | 레이저 키튼즈          | 2017                    |           |       |
| 4  | 서울 다이너스티        | 2017.10.14 ~ 2019.07.25 | OWL       |       |
| 5  | 보스턴 업라이징        | 2019.11.22 ~ 2020.03.03 | OWL       |       |
| 6  | 럭키 퓨처              | 2020                    |           |       |
| 7  | 클라우드 나인 코리아   | 2020.08.20 ~ 2020.12.11 |           |       |
| 8  | 크레이지 라쿤          | 2021.01.07 ~ 2022.04.04 | VCL JP    | [ 1 ] |
| 9  | T1                     | 2022.05.25 ~ 2023.09.12 | VCT PAC   |       |
| 10 | Gen.G                  | 2023.11.09 ~            | VCT PAC   |       |

## 수상 내역

### 발로란트
- 퍼스트 스트라이크 코리아 4강
- 발로란트 올스타 인비테이셔널 3위
- 발로란트 챔피언스 투어 2021 마스터스 스테이지 1 재팬 우승
- 2021 발로란트 챌린저스 재팬 스테이지 2 우승
- 발로란트 챔피언스 투어 2021 마스터스 스테이지 2 9-10위
- 2021 발로란트 챌린저스 재팬 스테이지 3 준우승
- 발로란트 챔피언스 투어 2021 마스터스 스테이지 3 9-12위
- 발로란트 챔피언스 2021 13-16위
- 2022 발로란트 챌린저스 재팬 스테이지 1 준우승
- 발로란트 챔피언스 투어 2023 락인 32강
- 2023 발로란트 챔피언스 투어 태평양 리그 3위
- 발로란트 챔피언스 투어 2023 마스터스 10위
- 발로란트 챔피언스 2023 1위
- 컨버전스 2023 4강
- 발로란트 챔피언스 투어 태평양 리그 2024 킥오프 우승
- 발로란트 챔피언스 투어 2024 마스터스 마드리드 우승
- 2024 발로란트 챔피언스 투어 태평양 리그 스테이지 1 우승
- 발로란트 챔피언스 투어 2024 마스터스 상하이 우승
- 2024 발로란트 챔피언스 투어 태평양 리그 스테이지 2 우승
- 2024 발로란트 챔피언스 투어 태평양 리그 스테이지 2 파이널 최우수 선수